# Pelle Cuceritorul
Pelle Cuceritorul (în daneză Pelle Erobreren, în suedeză Pelle erövraren) este o dramă danezo-suedeză din 1987, coscenarizată și regizată de Bille August, după romanul cu același nume din 1910 al scriitorului danez Martin Andersen Nexø. Filmul a fost apreciat de critici, a câștigat Palme d'Or la Festivalul de Film de la Cannes din 1988, a obținut Premiul Oscar pentru cel mai bun film străin și numeroase alte premii.
Filmul prezintă povestea a doi imigranți suedezi în Danemarca, un tată și fiul său, care încearcă să-și construiască acolo o viață nouă. În rolurile principale au fost distribuiți Pelle Hvenegaard în rolul micului Pelle și Max von Sydow în rolul tatălui.

## Distribuție
- Max von Sydow - Lassefar „Lasse” Karlsson
- Pelle Hvenegaard - Pelle Karlsson
- Erik Paaske - vechilul
- Björn Granath - Erik
- Astrid Villaume - doamna Kongstrup
- Axel Strøbye - domnul Kongstrup
- Troels Asmussen - Rud
- Kristina Törnqvist - Anna
- Karen Wegener - doamna Olsen
- Sofie Gråbøl - domnișoara Sine
- Lars Simonsen - Niels Køller
- Buster Larsen - Ole Køller
- John Wittig - profesorul
- Troels Munk - doctorul
- Nis Bank-Mikkelsen - preotul
- Anna Lise Hirsch Bjerrum - Karna
- Thure Lindhardt - Nilen